# Nam Van
Nam Van (port. Lago Nam Van; chiń. upr. 南湾湖; chiń. trad. 南灣湖; pinyin Nánwān Hú) – jedno z dwóch sztucznych jezior w Makau w Chinach obok Sai Van. Położone jest na południu półwyspu Makau.

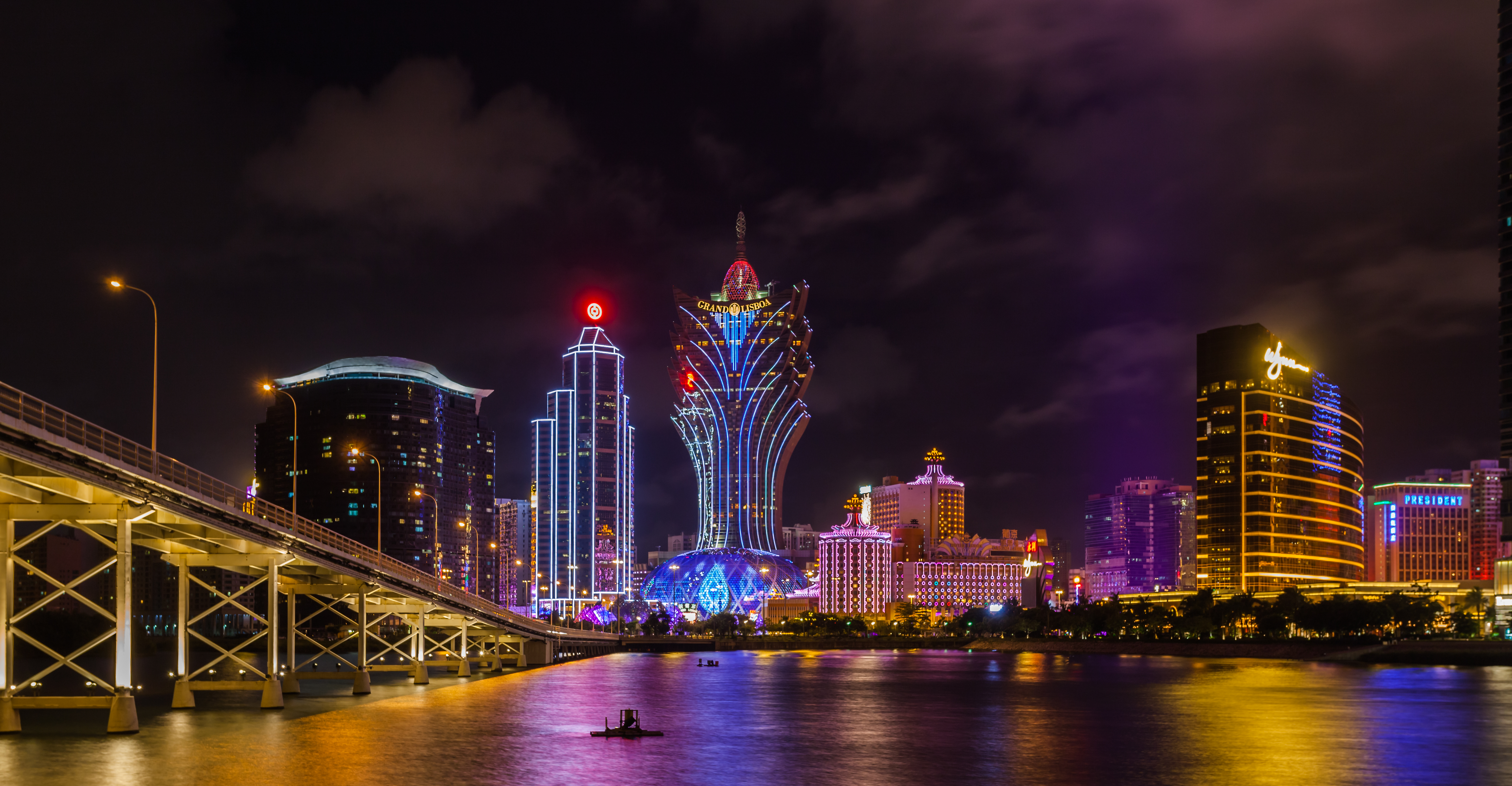
Nam Van w nocy

Dawniej w miejscu zbiornika znajdowała się zatoka Praia Grande, która została oddzielona od morza groblą. Inną część dzisiejszego jeziora zajmowało wysypisko śmieci.
Realizacja projektu rozpoczęła się w 1991 roku.
Otoczenie jeziora stanowi m.in. Budynek Zgromadzenia Ustawodawczego Makau i sąd. Akwen jest przecięty przez most Ponte Governador Nobre de Carvalho. Na jeziorze znajdują się cztery wyspy.
W marcu 1999 roku nad jezioro została przyniesiona multimedialna fontanna z 86 wodotryskami oświetlanymi za pomocą 288 kolorowych lamp. Woda wypływa na największą wysokość 80 metrów. Jest to największa fontanna w Azji.